# Campament Nacional Radical
El Campament Nacional Radical (en polonès: Obóz Narodowo-Radykalny, ONR) es refereix a almenys tres grups que són organitzacions poloneses feixistes, d'extrema dreta i ultranacionalistes amb doctrines derivades de la ideologia nacionalista anterior a la Segona Guerra Mundial.
La versió actual refundada el 1993 és un moviment d'extrema dreta a Polònia molt semblant als seus predecessors històrics. Sovint s'ha descrit com a feixista i de vegades com a neonazi. A partir de 2012 està registrada com a associació de voluntaris.
L'ONR es considera un descendent ideològic del Campament Nacional Radical de la dècada de 1930, un moviment polític ultranacionalista, patriòtic i antisemita que existia durant la Segona República Polonesa abans de la Segona Guerra Mundial, un partit polític polonès il·legal, anticomunista i nacionalista format el 14 d'abril de 1934 majoritàriament pels joves radicals que van abandonar el Partit Nacional del moviment Democràcia Nacional.
El Campament Nacional Radical de Falanga (en polonès: Ruch Narodowo Radykalny-Falanga), RNR-Falanga o ONR-Falanga col·loquialment, va ser una agrupació política de tercera posició polonesa menor de la dècada de 1930, igual que el Campament Nacional Radical ABC (polonès: Obóz Narodowo-Radykalny ABC) o ONR-ABC abreujada després de la divisió del partit original el 1934. Falanga significa «falange» en polonès, «ABC» es refereix a un diari imprès per l'organització en aquell moment.

## Primera versió (1934)
El partit va estar influït per les idees del feixisme italià. Va rebutjar la democràcia parlamentària i va demanar la construcció d'un «estat nacional», basat en els principis de jerarquia, lideratge unipersonal i eliminació de les minories nacionals de la vida pública.
Dominat per la joventut, el Campament Nacional Radical va ser una escissió del Partit Nacional Demòcrata, un moviment ultranacionalista sorgit als anys vint. L'aparició del Campament Nacional Radical va formar part del moviment més ampli de la dreta polonesa cap a la radicalització dels anys trenta. Virulentament antisemita i eliminacionista, els membres de l'ONR van ser responsables d'un augment de la violència antisemita a partir del 1935.
El partit es va crear per antics membres del Camp de la Gran Polònia (Obóz Wielkiej Polski), incloent-hi Jan Mosdorf, Tadeusz Gluziński i Henryk Rossman. Va donar suport a la «solidaritat de classe», la nacionalització d'empreses estrangeres i de propietat jueva i la introducció de lleis antisemites.
L'ONR va rebre el suport principalment d'estudiants i altres grups de joves urbans. L'ONR va encoratjar obertament els pogroms antijueus, i es va convertir en la força principal en l'organització dels atacs contra els jueus. Va organitzar esquadrons de combat, va atacar jueus i polítics d'esquerres, va destruir propietats jueves i va provocar enfrontaments amb la policia. A causa de la seva participació en el boicot a les botigues de propietat jueva, així com els nombrosos atacs a les manifestacions d'obrers d'esquerra, l'ONR va ser il·legalitzada després de tres mesos d'existència, el juliol de 1934. Diversos líders van ser internats al camp de detenció de Bereza Kartuska, on l'organització es va dividir en dues faccions separades: l'ONR-Falanga (Ruch Narodowo-Radykalny) dirigida per Bolesław Piasecki, i l'ONR-ABC (Obóz Narodowo-Radykalny) formada al voltant del diari ABC i dirigit per Henryk Rossman. Les dues organitzacions eren oficialment il·legals.

### Durant la Segona Guerra Mundial
Durant la Segona Guerra Mundial, les dues organitzacions van crear organitzacions de resistència clandestines: l'ONR-ABC es va transformar en Grupa Szańca (Grup Muralla), el braç militar del qual es va convertir en la Związek Jaszczurczy (Unió de Llangardaixos), mentre que l'ONR-Falanga va crear la Konfederacja Narodu (Confederació de la Nació). No donaven suport al corrent principal de l'Estat Polonès Clandestí relacionat amb el govern polonès a l'exili. Durant l'ocupació alemanya de Polònia, molts dels antics activistes de l'ONR pertanyien a grups de resistència de les Forces Armades Nacionals. Després de la Segona Guerra Mundial, l'exili forçat de molts membres de l'ONR es va fer permanent per la recentment creada República Popular de Polònia, que els va titllar d'enemics de l'estat.

## Falanga

### Formació i ideologia
La RNR-Falanga es va formar a la primavera de 1935 després d'una escissió per part dels membres del Campament Nacional Radical celebrat a la presó de Bereza Kartuska. Adoptant el nom d'Oboz Narodowo-Radykalny (Campament Nacional Radical), aviat va passar a ser conegut com a Falanga pel títol de la seva revista (el grup rival també rebria aviat el nom de la seva pròpia revista, passant així a ser conegut com a Campament Nacional Radical-ABC).
Falanga estava dirigida per Bolesław Piasecki i defensava un «totalitarisme catòlic» inspirat en el falangisme espanyol. No obstant això, tot i que deriva clarament del falangisme, s'ha argumentat que el seu catolicisme era encara més central que el del grup espanyol i, de fet, el seu pronunciament que «Déu és la forma més alta de l'home» recordava el fanatisme religiós de Corneliu Zelea Codreanu. El grup és àmpliament considerat com un moviment feixista. Crític durament amb el capitalisme i partidari de l'eliminació dels drets de ciutadania als jueus de Polònia es va presentar com l'avantguarda de l'oposició a Józef Piłsudski.

### Desenvolupament
Falanga tenia suport en gran part en campus universitaris i va seguir una política d'antisemitisme. Encara que tenia pocs membres, des de les seves bases de poder a les escoles va intentar llançar atacs contra estudiants i empreses jueus. Alguns activistes d'esquerres també formaven part d'aquesta activitat violenta.
El grup aviat va començar a estar investigat pel govern polonès. De fet, a diferència de moviments similars d'altres països europeus que feien regularment concentracions públiques, l'ONR-Falanga només va celebrar dues reunions d'aquest tipus, el 1934 i el 1937, però totes dues van ser dissoltes ràpidament per la policia.
Durant un temps, el moviment es va associar amb el Camp d'Unitat Nacional (en polonès: Obóz Zjednoczenia Narodowego, OZN), ja que el coronel Adam Koc, impressionat per l'organització de l'ONR-Falanga, va posar Piasecki al capdavant del grup de joves OZN. Koc va demanar la creació d'un estat de partit únic i esperava utilitzar el moviment juvenil per assegurar-ho, encara que les seves declaracions van molestar molts moderats progovernamentals. Com a tal, Koc va ser destituït del lideratge de l'OZN el 1938 i substituït pel general Stanisław Skwarczyński que ràpidament va trencar qualsevol vincle amb l'ONR-Falanga.

### Desaparició
Com a moviment nacionalista polonès, la RNR-Falanga es va oposar a l'ocupació alemanya de Polònia després de la invasió de 1939, i així va ser ràpidament subsumida per la Konfederacja Narodu, un grup dins de la resistència polonesa que conservava certes opinions d'extrema dreta.
Tanmateix, després de l'establiment d'un govern comunista el 1945, Piasecki se li va permetre dirigir l'Associació PAX (en polonès: Stowarzyszenie PAX), una organització suposadament catòlica que de fet era un grup contrari a l'NKVD que tenia com a objectiu promoure el nou règim comunista als catòlics de Polònia alhora que els allunyava del Vaticà.

## ABC
L'ONR-ABC va ser el segon grup escindit de Falanga fundat per Henryk Rossman.

## Versió moderna (1993)

### Ideologia
La versió moderna Campament Nacional Radical, com els seus predecessors, té una ideologia feixista. El Comitè de les Nacions Unides per a l'Eliminació de la Discriminació Racial considera l'organització un grup feixista que promou l'odi racial i nacional i ha demanat a Polònia que l'il·legalitzi fent complir la seva prohibició constitucional a aquests grups. L'any 2021, el Tribunal Suprem de Polònia va dictaminar que el Campament Nacional Radical es podria qualificar de feixista.
La bandera del partit de l'organització es va incloure al manual de la policia com un símbol explícitament racista i ha fet ús de la Creu Celta, un antic símbol que es van apropiar dels neonazis. Posteriorment, el Ministeri de l'Interior va retirar el manual de la circulació després d'una queixa del diputat Adam Andruszkiewicz.
El 2015, una manifestació de l'ONR va acabar amb la crema d'una efígie d'un jueu ultraortodox. Es van obrir procediments per violar les lleis contra «insultar persones per raó de religió, ètnia, raça o nacionalitat».
El 2019, la fiscalia del districte de Lublin-Południe va obrir un procediment contra l'ONR per «propagació pública d'un règim totalitari» després de publicar un tuit celebrant el feixista belga i oficial de les SS Léon Degrelle.

### Marxes

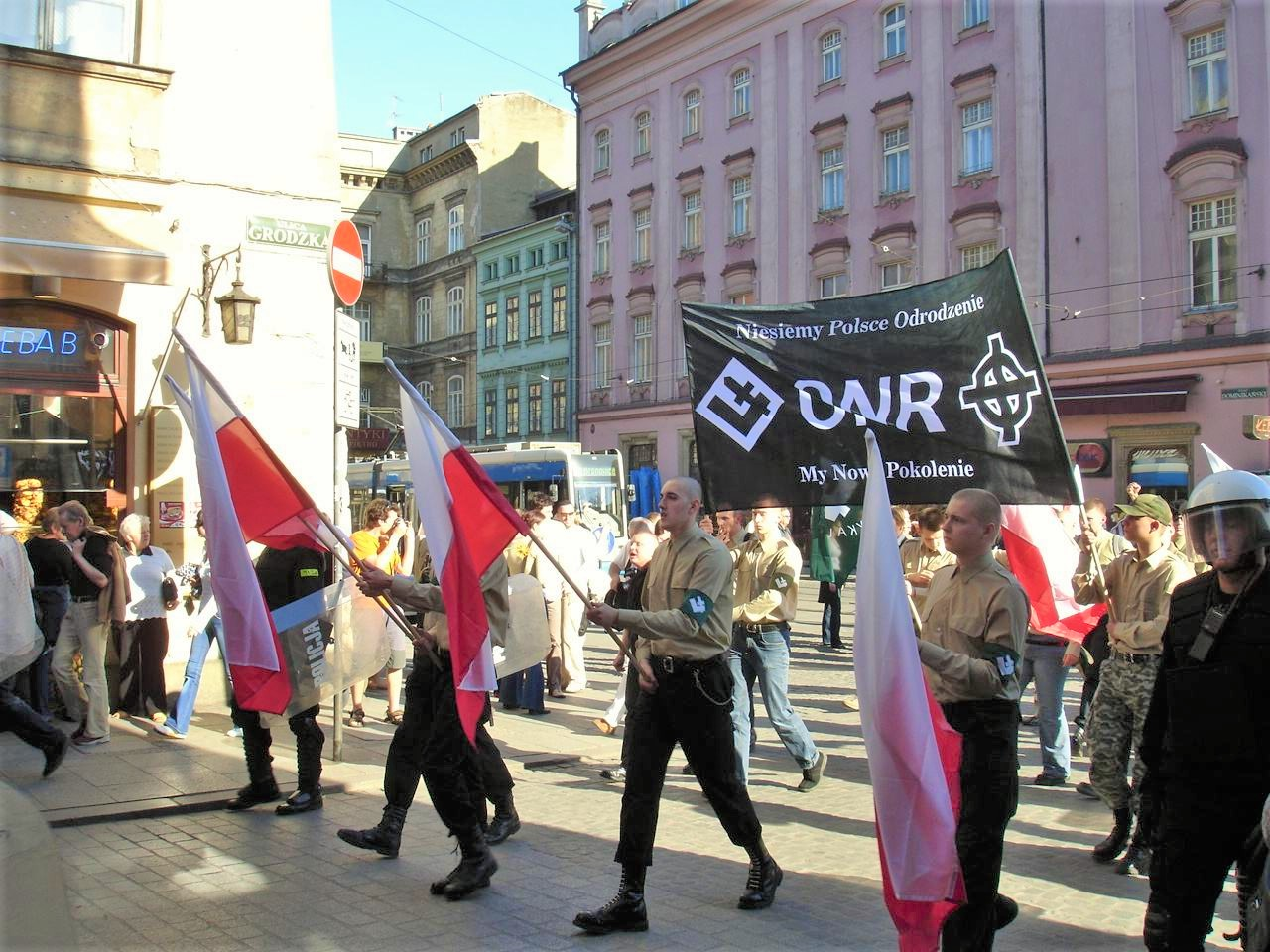
Marxa de l'ONR a Cracòvia, juliol de 2007. La pancarta porta la inscripció Niesiemy Polsce Odrodzenie My Nowe Pokolenie («Nosaltres, la nova generació, portem el renaixement a Polònia»).

#### Concentracions a Myślenice
L'ONR va atreure publicitat el 2005, 2007, 2008 i 2009 per les marxes no autoritzades durant l'aniversari del motí antijueu a Myślenice el 1936. L'any 2005 el grup tenia un parell de centenars de membres.
Una concentració il·legal celebrada el 30 de juny de 2007 va donar lloc a una causa judicial, en la qual el líder de l'ONR, Wojciech Mazurkiewicz, va ser absolt només perquè l'advertència del magistrat es va emetre massa tard, segons el jutge president. La concentració de 2008 dirigida pel mateix líder de l'ONR va ser gravada per la policia amb la intenció de compartir el vídeo amb la fiscalia local, segons la Policia de Petita Polònia.
Els membres de l'ONR en una manifestació de 2008 a Myślenice van fer una salutació romana abans de dissoldre's. Quan van ser interrogats pels periodistes al lloc dels fets, el líder de l'ONR va afirmar que és diferent de la salutació nazi.

#### Marxes del Dia de la Independència
L'associació també ha estat coneguda com a iniciadora de marxes durant el Dia Nacional de la Independència de Polònia. Un d'ells (a Varsòvia), com a iniciativa conjunta de diversos moviments nacionalistes el 2010, es va convertir el 2012 en un dels esdeveniments més importants durant el dia, que ara atrau una comunitat més diversa. Des de l'any 2012, està organitzat per una associació registrada que va ser fundada i copresidida per l'ONR.
L'11 de novembre de 2017, 60.000 persones van marxar en una processó de celebració del Dia de la Independència coorganitzada per l'ONR juntament amb la Joventut de Polònia. La gent del grup «Black Block», format per les associacions «Niklot» i «Szturmowcy», portava pancartes que deien «Europa Blanca», «Europa serà blanca» i «Sang neta, ment clara - sXe». També n'hi havia d'altres que cantaven «Mort als enemics de la pàtria» i «Polònia catòlica, no secular». Entre els convidats estrangers hi havia el feixista italià autoidentificat Roberto Fiore, el diputat neonazi eslovac Milan Mazurek i diversos membres del partit d'extrema dreta Jobbik d'Hongria. El supremacista blanc nord-americà Richard Spencer planejava parlar a la marxa, però se li va prohibir fer-ho, i el Ministeri va anunciar en una declaració posterior que les opinions de Spencer estaven «en conflicte amb l'ordre legal de Polònia». La marxa va ser citada en una resolució del Parlament Europeu que demanava als estats membres que actuïn amb decisió contra l'extrema dreta.
Per a la marxa del 2018 es va convidar el partit neofeixista Forza Nuova. Activistes i grups d'extrema dreta d'Hongria, Estònia, Belarús, Espanya, Itàlia, Països Baixos, EUA i Portugal es van unir a l'esdeveniment l'any 2021 i van formar la «Columna Nacionalista» amb organitzacions i moviments d'extrema dreta polonesos, que inclouen, entre d'altres: «Trzecia Droga», «Szturmowcy», Autonomiczni Nacjonaliści, Campament Radical Nacional (ONR), Joventut Totalment Polonesa, Renaixement Nacional de Polònia (NOP).